# 倉田道夫
倉田 道夫（くらた みちお、1925年2月23日 - 2004年9月10日）は、日本の物理学者。京都大学名誉教授。高分子物理学専攻。高分子の構造と物性の分野で業績を上げた。建築家の倉田康男（高山建築学校校長）は実弟。

## 略歴
- 1947年　東京工業大学応用化学科卒業[1]
  - 東京大学大学院特別研究生[1]
  - 京都大学大学院特別研究生[1]
- 1952年　京都大学工学部講師
- 1954年8月　京都大学工学部助教授
- 1955年4月　京都大学工学博士[2]
- 1962年8月　京都大学化学研究所教授（1964年高分子構造研究部門　1987年5月材料物性基礎研究部門）
- 1986年4月　京都大学化学研究所所長・京都大学評議員（1988年3月）[1]
- 1988年3月　京都大学定年退官[1]
- 1988年4月　京都大学名誉教授、三菱瓦斯化学株式会社顧問[1]

### 学外における役職
日本レオロジー学会会長

## 叙勲歴
- 勲二等瑞宝章[1]
- 従三位